# Gabriel Cramer
Gabriel Cramer (født 31. juli 1704 i Genève, død 4. januar 1752) var en schweizisk matematiker. 
Cramer, der var discipel af Johann Bernoulli, virkede indtil sin død som professor i Genève, først i matematik, senere i filosofi.
Han har skrevet et fortrinligt arbejde: Introduction à l’analyse des lignes courbes algébriques (1750); et tillæg til dette indeholder grundlaget for determinantteorien, på hvilken vel Leibniz havde været inde, men som siden havde hvilet. Desuden har Cramer udgivet Johann og Jakob Bernoullis værker (1742 og 1744).